# TricKINO
TricKINO war eine moderierte Online-Plattform für Kinder und Jugendliche, die spielerisch Wissen aus den Bereichen Grafik, Animation und Filmproduktion vermittelt. Die Benutzer können auf der Website kostenlos Trickfilme ansehen, mit einer Software eigene Trickfilme erstellen und diese veröffentlichen. Die interaktive Website war seit 2011 online und wurde von der Agentur KIDS interactive konzipiert und umgesetzt. Unterstützt wurde das Projekt vom Förderprogramm Ein Netz für Kinder der deutschen Bundesregierung.

## Die Website
TricKINO war eine deutschsprachige Website, die für Kinder und Jugendliche ab 8 Jahren entwickelt wurde. Sie bestand aus drei miteinander verzahnten Bereichen: dem Info-Teil, der Community und der Website-zugehörigen Software Trickfilm-Studio.
Im Info-Teil konnten sich die Nutzer durch praktische Tipps zum Erstellen digitaler Trickfilme, ein Trickfilm-Lexikon und zahlreiche Hintergrundinformationen Wissen rund um das Thema Animation und Film aneignen.
Didaktisch orientierte sich die Website dabei am entdeckenden Lernen und setzte sich zum Ziel, neben der themenspezifischen Wissensvermittlung, vor allem Medienkompetenzen zu fördern.

### Community
Um in der TricKINO-Community aktiv sein zu können, war eine Registrierung auf der Website erforderlich. Die Eltern wurden anschließend per E-Mail über die Anmeldung ihrer Kinder informiert und konnten der Registrierung widersprechen.
War der Nutzer registriert, konnte er sich ein Profil anlegen und sich mit anderen TricKINO-Nutzern über die Community austauschen. Selbst erstellte Videos konnten hochgeladen und veröffentlicht werden und auf der Website angeschaut, bewertet und kommentiert werden. Für den Film erstellte Materialien, wie Elemente, Hintergründe usw., konnten außerdem für andere Nutzer in der Community zum Download freigegeben werden, sodass die eingestellten Inhalte weiterverwendet werden können. Angemeldete Nutzer konnten sich außerdem untereinander anfreunden und ein soziales Netzwerk aufbauen. Redaktionell wurde die Website von KIDS interactive in der Nachmoderation betreut, und zweifelhafte Inhalte wurden entfernt.

### Videos erstellen und einstellen
Auf die Plattform konnten nur Videos und Materialien geladen werden, die mit der kostenlosen Software Trickfilm-Studio erstellt wurden. Die Software wurde eigens für TricKINO entwickelt und konnte von der Website heruntergeladen und offline genutzt werden. Zur Erstellung der Animation wurde der Legetrick in der Software genutzt. Trickfilm-Studio bestand aus einem Zeichen-, Animations- und  Tonstudio. Die Nutzer konnten also mit Hilfe der Software Grafiken erstellen, diese animieren, vertonen und als Videos ausgeben lassen. Altersgerechte Tutorial-Videos, ausführliche Hilfefunktionen und Schritt-für-Schritt-Anweisungen konnten jederzeit abgerufen werden.

## Auszeichnungen
TricKINO wurde bereits mehrfach ausgezeichnet: 2012 wurde die Website mit zugehöriger Software für den Kindersoftwarepreis TOMMI in der Kategorie PC- und Online-Spiele nominiert. Ein Jahr später konnten die TricKINO-Erfinder und -Entwickler von KIDS interactive den deutschen Bildungsmedienpreis 2013, den digita, in der Kategorie Allgemeinbildende Schule – Grundschule entgegennehmen. Im Jahr 2014 erhielt die Website das Qualitätssiegel des Erfurter Netcodes für ein herausragend positives Angebot. Und 2015 wurde TricKINO mit dem EMIL, dem Preis für gutes Kinderfernsehen, in der Kategorie Beste Internetseite ausgezeichnet.